# Kiripalogo
Kiripalogo est une commune rurale située dans le département de Boussou de la province du Zondoma dans la région Nord au Burkina Faso.

## Géographie

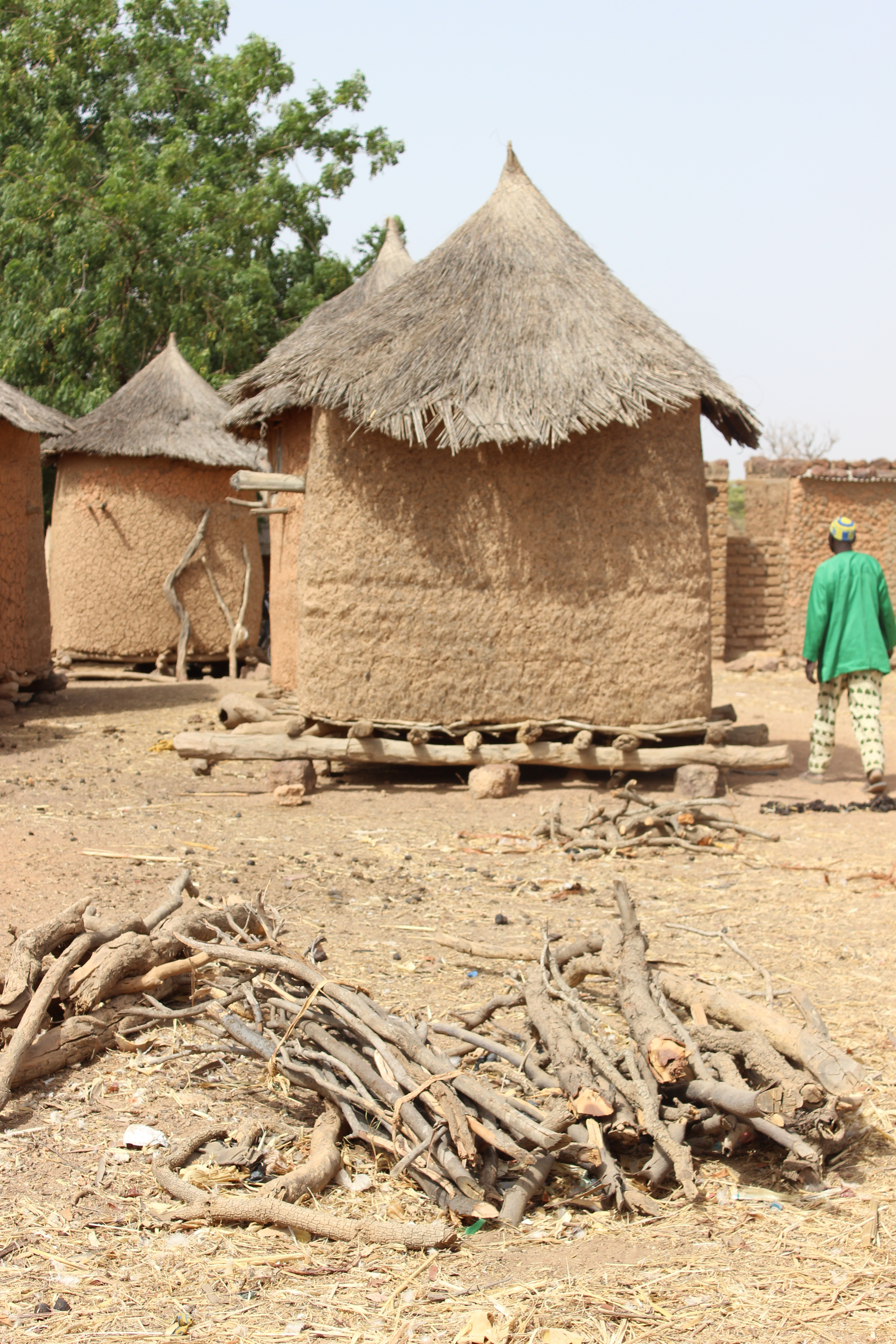
Habitat traditionnel mossi dans le village.

Kiripalogo se trouve à 12 km au nord-ouest de Boussou, le chef-lieu du département, à 5 km au sud-ouest de Posso et à environ 50 km au sud-ouest de Gourcy.

## Histoire
Kiripalogo est situé dans l'ancien royaume des Mossi.

## Santé et éducation

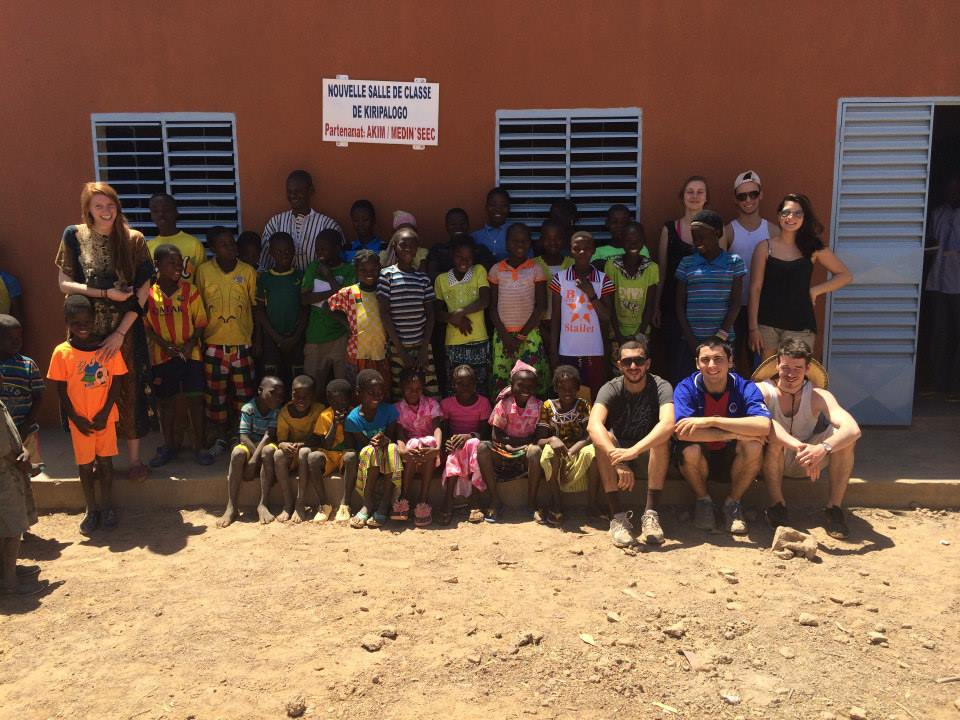
Nouvelle salle de classe à Kiripalogo en 2014

Le centre de soins le plus proche de Kiripalogo est le centre de santé et de promotion sociale (CSPS) de Posso tandis que le centre médical se trouve à Gourcy.
Kiripalogo possède depuis 2014 l'un des trois collèges d'enseignement général (CEG) du département, le lycée départemental se trouvant à Boussou.